# Еразм Печерський
Еразм Печерський (англ. Venerable Erasmus of Kyiv Caves, нар. ? — † бл. 1160, Київ) — древньоруський православний святий, чернець Печерського монастиря в Києві, преподобний.

## Агіографія
Як оповідає «Патерик Печерський», прп. Еразм був дуже заможним і пожертвував своє багатство на церковні потреби й оздоблення Великої Печерської церкви. Але згодом засумнівався у доцільності таких дій. Він гадав, що не матиме винагороди від Бога за віддане багатство, оскільки витратив його не на милостиню, а на церкву.
Пізніше, одужавши від хвороби молитвами преподобних Антонія і Феодосія, які з'явилися йому вві сні, постригся у схиму і на третій день помер у віці 45-50 років.

В акафісті всім Печерським преподобним про нього сказано: 
|  | «Радуйся, Еразме, бо за прикрасу храму Пресвятої Богородиці ти палату краси невимовної в Небесному Царстві у Господа стяжав». |

Життя багатьох ченців Печерського монастиря дістало відображення в гравюрах XVII—XVIII ст. Один з перших іконографічних портретів прп. Еразма, який зробив гравер Києво-Печерської лаври Ілля, надрукований у «Патерику Печерському» 1661 року.
Мощі його спочивають у Ближніх печерах, поряд з мощами святого Нектарія.
Пам'ять 11 жовтня і 9 березня.

## Джерело
- Словник персоналій Національного Києво-Печерського історико-культурного заповідника[недоступне посилання з липня 2019] — ресурс використано за дозволом видавця.